# George Filep
George Filep (n. 1871, Santău – d. 23 martie 1944, Santău) a fost un deputat în Marea Adunare Națională de la Alba Iulia, organismul legislativ reprezentativ al „tuturor românilor din Transilvania, Banat și Țara Ungurească”, cel care a adoptat hotărârea privind Unirea Transilvaniei cu România, la 1 decembrie 1918.

## Viața
A fost agricultor și membru al Despărțămîntului Tășnad al "Astrei" .

## Activitate Politică
A fost cooptat în Marele Sfat Național Român.

## Lectură Suplimentară
- Gelu Neamțu, Mircea Vaida-Voevod, 1 decembrie 1918. Mărturii ale participanților, Editura Academiei Române, 2005. (ISBN 973-27-1258-9)
- Ioan I. Șerban, Nicolae Josan, Dicționarul Personalităților Române. Trimișii românilor transilvăneni la Marea Adunare Națională de la Alba Iulia, Alba Iulia, 2003. (ISBN 973-8141-90-7)
- Daniela Comșa, Eugenia Glodariu, Maria M. Jude, Clujenii și Marea Unire, Cluj Napoca, 1998. (ISBN 973-0007-24-1)